# Joe Wollacott
Joseph Luke Wollacott (Bristol, Inglaterra, Reino Unido, 8 de septiembre de 1996) es un futbolista ghanés. Juega como portero y su equipo es el Crawley Town F. C. de la League One. Es internacional absoluto con la selección de Ghana desde 2021.

## Trayectoria
Se formó en las inferiores del club de su ciudad natal el Bristol City. Promovido al primer equipo en la temporada 2013-14, pasó sus primeros años como jugador a préstamo en clubes amateur de Inglaterra y Noruega.
El 7 de agosto de 2019 fue cedido al Forest Green Rovers de la EFL League Two. Debutó como profesional ante Charlton Athletic, fue empate a cero.
Tras un préstamo corto al Swindon Town a finales de la temporada 2020-21, fichó permanentemente por el club en junio de 2021.
El 23 de junio de 2022 firmó contrato con el Charlton Athletic por tres años. Sin embargo, tras el primero de ellos se marchó al Hibernian F. C. En su primera campaña en este equipo disputó ocho encuentros y al inicio de la siguiente regresó a Inglaterra para jugar en el Crawley Town F. C.

## Selección nacional
Wollacott debutó con la selección de Ghana el 9 de octubre de 2021 ante Zimbabue por la Clasificación de CAF para la Copa Mundial de Fútbol de 2022. Formó parte del equipo que disputó la Copa Africana de Naciones 2021.

### Participaciones en Copa Africana de Naciones
| Copa                           | Sede            | Resultado      |
| ------------------------------ | --------------- | -------------- |
| Copa Africana de Naciones 2021 | Camerún         | Fase de grupos |
| Copa Africana de Naciones 2023 | Costa de Marfil | Fase de grupos |

## Clubes
| Club                                 | País       | Año           |
| ------------------------------------ | ---------- | ------------- |
| Bristol City F. C.                   | Inglaterra | 2013-2021     |
| Clevedon Town F. C. (préstamo)       | Inglaterra | 2015          |
| Weymouth F. C. (préstamo)            | Inglaterra | 2015          |
| Bergsøy (préstamo)                   | Noruega    | 2016          |
| Bath City F. C. (préstamo)           | Inglaterra | 2017          |
| Woking F. C. (préstamo)              | Inglaterra | 2017-2018     |
| Truro City F. C. (préstamo)          | Inglaterra | 2018          |
| Gloucester City A. F. C. (préstamo)  | Inglaterra | 2018-2019     |
| Forest Green Rovers F. C. (préstamo) | Inglaterra | 2019-2020     |
| Swindon Town F. C. (préstamo)        | Inglaterra | 2021          |
| Swindon Town F. C.                   | Inglaterra | 2021-2022     |
| Charlton Athletic F. C.              | Inglaterra | 2022-2023     |
| Hibernian F. C.                      | Escocia    | 2023-2024     |
| Crawley Town F. C.                   | Inglaterra | 2024-presente |